# Sonia Boyce
Pour les articles homonymes, voir Boyce.
Sonia Dawn Boyce née à Londres en 1962 est une plasticienne et performeuse britannique.
Originaire de la communauté afro-caribéenne du Royaume-Uni, elle explore l'art en tant que pratique sociale et interroge le féminisme et la représentation du corps noir. Elle fait partie du mouvement du Black British Art des années 1980.

## Biographie
Née à Islington, quartier de Londres en 1962, Sonia Boyce fréquente l'Eastlea Comprehensive School à Canning Town, East London de 1973 à 1979. De 1979 à 1980, elle suit un cours de base en art et design au East Ham College of Art and Technology. De 1980 à 1983, elle poursuit ses études au Stourbridge College dans les West Midlands où elle obtient un bachelor of arts. De 1996 à 2002, elle est chercheuse post-doctoral, à l'Université d'East London.
Elle est professeure d'art et de design à l'université des arts de Londres. Elle enseigne la pratique des beaux-arts en ateliers dans plusieurs écoles d'art du Royaume-Uni.
De 1996 à 2002, elle codirige le Centre des archives des artistes visuels africains et asiatiques.
De 2008 à 2011, elle est chercheuse au Wimbledon College of Art and Design à l'université des arts de Londres, dans le cadre du projet The Future is Social,. De 2015 à 2018, elle est chercheuse principale au département Black Artists and Modernism (BAM),.
En 2016, Sonia Boyce est élue membre de la Royal Academy. En février 2020, elle est sélectionnée par le British Council pour représenter la Grande-Bretagne à la Biennale de Venise en 2021.

## Œuvre
Sonia Boyce travaille d'abord avec la craie et du pastel. Elle pratique ensuite de nombreux mediums : photographie, installation, texte, graphisme, cinéma et caricature. Elle fait partie du mouvement Black British (en) des années 1980,. Son travail fait également référence au féminisme. En 2001, Roy Exley écrit: « L'effet de son travail a été de réorienter et de renégocier la position de l'art noir ou afro-caribéen dans le courant culturel mainstream. »
Sa première exposition Five Black Women a lieu en 1983 au centre Africa de Londres. Les premières œuvres de Sonia Boyce sont de grands dessins à la craie et au pastel représentant des proches, des expériences familiales et d'enfance. Puisant dans son passé et ses souvenirs, elle inclut des motifs de papier peint et de couleurs vives associées aux Caraïbes. À travers ce travail, l'artiste examine sa position en tant que femme noire en Grande-Bretagne et les événements historiques dans lesquels cette expérience est enracinée.
Dans ses œuvres suivantes, Sonia Boyce utilise la photographie numérique pour produire des images composites représentant la vie noire contemporaine. Bien que son travail semble s'être éloigné d'expériences ethniques spécifiques, ses thèmes continuent d'être centrés sur les expériences d'une femme noire vivant dans une société blanche, en étudiant comment la religion, la politique et la politique sexuelle constituent cette expérience.
En 2018, dans le cadre d'une exposition rétrospective de Sonia Boyce à la Manchester Art Gallery, elle est invitée à faire dialoguer des œuvres contemporaines avec celles des galeries des XVIIIe et XIXe siècles. À cette occasion, elle invite des artistes performeurs[Qui ?] qui décident de remplacer temporairement le tableau Hylas et les nymphes de John William Waterhouse par le texte suivant : « Cette galerie présente le corps des femmes soit en tant que forme passive décorative soit en tant que femme fatale. Remettons en cause ce fantasme victorien ! Cette galerie existe dans un monde traversé par des questions de genre, de race, de sexualité et de classe qui nous affectent tous. Comment les œuvres d'art peuvent-elles nous parler d'une façon plus contemporaine et pertinente ? ». Les artistes invitent le public à laisser un commentaire. Cette lecture naïve et anachronique de l'histoire de l'art ne tarde pas à provoquer les premières réactions qui sont majoritairement critiques et demandent la réexposition de l’œuvre de Waterhouse, laquelle retrouvera sa place sur les cimaises le 3 février 2018.

### Démarche artistique
Le travail de Sonia Boyce est politiquement engagé. Elle utilise une variété de médiums au sein du même travail pour transmettre des messages autour de la représentation noire, des perceptions du corps noir et des notions omniprésentes issues du racisme scientifique. Dans ses œuvres, elle souhaite transmettre l'isolement personnel qui résulte du fait d'être noir dans une société qu'elle considère comme « suprémaciste blanche ». Dans son travail, elle explore la notion du corps noir comme étant « l'autre ». Sonia Boyce est une artiste de premier plan dans les années 1980 lors de la Renaissance culturelle noire au Royaume-Uni. Le mouvement est né du conservatisme de Margaret Thatcher et du racisme d'Enoch Powell. En utilisant cette toile de fond sociétale, Sonia Boyce reprend un récit anglais conventionnel entourant le corps noir et le bouleverse. À travers son art, elle exprime l'espoir de renverser les notions ethnographiques de race qui ont imprégné l'esclavage, puis l'émancipation des esclaves.

## Récompenses et distinctions
- Membre de l'ordre de l'Empire britannique (MBE), lors des cérémonies d'anniversaire de la reine en 2007, pour ses services rendus à l'art[21].
- Prix du livre d'histoire de l'art britannique, pour le volume édité Shades of Black: Assembling Black Art in 1980's Britain, publié par Duke University Press, 2007.
- Officière de l'ordre de l'Empire britannique (OBE), en janvier 2019, pour services rendus à l'art.
- Dame commandeur de l'ordre de l'Empire britannique (GBE) lors des honneurs du Nouvel an 2024[22].

## Expositions personnelles
- Conversations, Londres, The Black-Art Gallery, 1986.
- Sonia Boyce, Londres, Air Gallery, 1986.
- Sonia Boyce : travaux récents, Londres, Whitechapel Art Gallery, 1988.
- Something Else, Londres, Vanessa Devereux Gallery, 1991.
- Do You Want To Touch ?, Londres, 181 Gallery, 1993.
- Sonia Boyce: PEEP, Brighton, Royal Pavilion Art Gallery, 1995[2].
- Sonia Boyce récente: la, la, la, Portland, Oregon, Reed College, 2001.
- Devotional, , Londres, National Portrait Gallery, 2007.
- For you, only you, Ruskin School of Drawing & Fine Art, Oxford University, 2007-2008.
- Crop Over, Leeds, Harewood House, et Barbados Museum & Historical Society, 2007-2008.
- Like Love. Part One, Bristol, Spike Island et tournée 2009–2010.
- Scat. Sound and Collaboration, Iniva, Rivington Place, Londres, 2013.
- Paper Tiger Whisky Soap Theatre (Dada Nice), Nice, villa Arson, 2016.
- Manchester Art Gallery, 2018.